# 及川真一
及川 真一（おいかわ しんいち）は、日本の医学者。「高脂血症・糖尿病治療の第一人者」。

## 来歴
宮城県に生まれる。宮城県古川高等学校卒業。東北大学医学部卒業。医学博士（東北大学）。公益財団法人結核予防会複十字病院糖尿病・生活習慣病センター長、日本医科大学名誉教授。1990年より、文部省長期在外研究員として米国ワシントン大学代謝・内分泌・栄養学講座で学ぶ。東北大学医学部附属病院講師などを経て、2000年より日本医科大学付属病院内分泌代謝内科・教授。2014年より公益財団法人結核予防会複十字病院糖尿病・生活習慣病センター長。専門は糖尿病、高脂血症、肥満。日本糖尿病学会専門医、日本糖尿病学会指導医。日本糖尿病合併症学会会長。

## 論文・寄稿文
- 阿部隆三, 丸浜喜亮, 奥口文宣, 及川真一, 柿崎正栄, 鈴木勃志, 後藤由夫「家族性高コレステロール血症ホモ接合体の症例」『日本内科学会雑誌』第69巻第11号、日本内科学会、1980年、1452-1457頁、doi:10.2169/naika.69.1452、ISSN 0021-5384、NAID 130000890692。
- 山田憲一, 阿部隆三, 鈴木進, 及川真一, 後藤由夫「糖尿病剖検例における血管障害」『動脈硬化』第10巻第3号、Japan Atherosclerosis Society、1982年、489-495頁、ISSN 0386-2682、NAID 130004882607。
- 及川眞一, 阿部隆三, 後藤由夫「糖尿病と下肢動脈石灰化」『動脈硬化』第9巻第6号、日本動脈硬化学会、1982年、1035-1039頁、doi:10.5551/jat1973.9.6_1035、ISSN 0386-2682、NAID 130006852364。
- 佐野隆一, 阿部隆三, 平川秀紀, 金沢義彦, 小泉勝, 豊田隆謙, 後藤由夫, 及川真一「家族性高コレステロール血症患者の血清リポ蛋白に及ぼすProbucolの影響」『動脈硬化』第11巻第3号、Japan Atherosclerosis Society、1983年、671-676頁、ISSN 0386-2682、NAID 130004882787。
- 阿部隆三, 及川真一, 佐野隆一, 藤井豊, 義江和子, 後藤由夫「プロブコール投与により血清コレステロールの著明な改善をみた家族性高コレステロール血症の一家系」『動脈硬化』第12巻第4号、Japan Atherosclerosis Society、1984年、951-956頁、ISSN 0386-2682、NAID 130004883046。
- 後藤由夫, 阿部隆三, 及川真一, 佐野隆一, 藤井豊「糖尿病患者の血清脂質」『動脈硬化』第12巻第6号、Japan Atherosclerosis Society、1985年、1351-1357頁、ISSN 0386-2682、NAID 130004883130。
- 佐野隆一, 藤井豊, 義江和子, 及川真一, 阿部隆三, 豊田隆謙, 後藤由夫「Xanthomaを伴わないアポE-3欠損症の3例について」『動脈硬化』第13巻第2号、日本動脈硬化学会、1985年、349-353頁、doi:10.5551/jat1973.13.2_349、ISSN 0386-2682、NAID 130006851692。
- 及川眞一, 堀三郎「正常者LDLのmodificationとヒト動脈壁平滑筋細胞のDNA合成について」『動脈硬化』第14巻第1号、Japan Atherosclerosis Society、1986年、25-29頁、ISSN 0386-2682、NAID 130004883367。
- 藤井豊, 鈴木教敬, 堀三郎, 佐野隆一, 及川真一, 阿部隆三, 豊田隆謙, 後藤由夫「糖尿病者における脈波伝達速度(PWV)とアポ蛋白について」『動脈硬化』第13巻第6号、日本動脈硬化学会、1986年、1385-1387頁、NAID 130006850797。
- 佐野隆一, 阿部隆三, 及川真一, 藤井豊, 後藤由夫, 高瀬貞夫「筋緊張性ジストロフィー症における血清リポ蛋白の解析」『動脈硬化』第15巻第4号、Japan Atherosclerosis Society、1987年、1005-1008頁、ISSN 0386-2682、NAID 130004883699。
- 小竹英俊, 及川眞一, 生井一之, 佐久間恵理子, 義江和子, 豊田隆謙「過酸化LDLの末梢血単球の遊走に及ぼす影響」『動脈硬化』第17巻第3号、Japan Atherosclerosis Society、1989年、453-456頁、ISSN 0386-2682、NAID 130004883993。
- 及川眞一「内臓脂肪と皮下脂肪蓄積の意義」『内科』第75巻第4号、1995年、652-655頁、NAID 50005500098。
- 秦葭哉, 及川眞一, 山田信博, 山下静也, 佐久間長彦, 佐々木淳, 横山信次, 馬渕宏, 齋藤康, 板倉弘重, 江草玄士, 井藤英喜, 寺本民夫, 都島基夫, 多田紀夫「高脂血症診療ガイドラインをめぐって:―1998年調査と反応―」『動脈硬化』第26巻第9号、日本動脈硬化学会、1999年、217-218頁、doi:10.5551/jat1973.26.9-10_217、ISSN 0386-2682、NAID 130006853961。
- 及川眞一「糖尿病における血管合併症」『日本内分泌学会雑誌』第76巻、2000年2月、62-63頁、ISSN 00290661、NAID 10005553162。
- 及川眞一「生活習慣病としての高脂血症」『日本医科大学雑誌』第68巻第2号、日本医科大学医学会、2001年、194-197頁、doi:10.1272/jnms.68.194、ISSN 1345-4676、NAID 130004146542。
- 及川眞一「加齢とメタボリックシンドローム」『日本老年医学会雑誌』第44巻第2号、日本老年医学会、2007年、168-170頁、doi:10.3143/geriatrics.44.168、ISSN 0300-9173、NAID 130004485432。
- 及川眞一「肥満症と脂質異常症」『日本内科学会雑誌』第100巻第4号、日本内科学会、2011年4月、950-957頁、doi:10.2169/naika.100.950、ISSN 00215384、NAID 10029096681。
- 稲垣恭子, 長尾元嗣, 及川眞一「脳梗塞昏睡低血糖」『日本内科学会雑誌』第101巻第8号、日本内科学会、2012年8月、2180-2187頁、doi:10.2169/naika.101.2180、ISSN 00215384、NAID 10031130597。
- 真山大輔, 山口祐司, 長尾元嗣, 野上茜, 服部奈緒美, 稲垣恭子, 中島泰, 及川眞一, 杉原仁「ミトコンドリア糖尿病3症例の検討」『糖尿病』第59巻第6号、日本糖尿病学会、2016年、421-428頁、doi:10.11213/tonyobyo.59.421、ISSN 0021-437X、NAID 130005161063。